# هارتموت إسر
هارتموت إسر (بالألمانية: Hartmut Esser)‏ هو أستاذ جامعي ألماني، ولد في 21 ديسمبر 1943.